# Andriambelomasina
 (juin 2019).
Andriambelomasina, qui a régné de 1730 à 1770, est un roi mérina du royaume d'Imerina Avaradrano, la partie nord des hautes terres centrales de Madagascar.    
La capitale du royaume était établie à Ambohimanga. 

## Biographie

### Premières années
Né Rakotomavo ("l'homme jaune") à Ambohitrontsy (également Ambohitrosy) de la princesse Rangorinimerina et de son mari, le prince Andriamifonozozoro. Il était le petit-fils du roi Andriamasinavalona d'Imerina du côté de sa mère et était donc un prince d'Imerinatsimo, l'une des principautés indépendantes situées à l'intérieur des frontières du royaume de Merina, autrefois unifié. Au moment de la naissance de Rakotomavo, Andriantsimitoviaminiandriana Andriandrazaka était le souverain d'Imerina Avaradrano, la plus orientale et la plus grande des principautés Merina. Les mariages du roi avec plusieurs épouses n'ont pas donné d'héritiers, bien qu'il ait engendré un enfant illégitime hors du mariage avec une femme de sang non noble. Pour satisfaire aux exigences ancestrales établissant la légitimité d'un souverain de l'Imerina, Andriantsimitoviaminiandriana adopta le prince Rakotomavo comme héritier. Le peuple d'Avaradrano avait beaucoup de difficulté à l'accepter comme souverain légitime, sans se soucier des souhaits du roi. 
En prenant la royauté à la mort d'Andriantsimitoviaminiandriana en 1730 Rakotomavo adopta le nom d'Andriambelomasina ("Roi sacré vivant"). Il s'appelait aussi Andriamaheritsialainolotany ("Roi fort dont la terre ne peut être volée"). 

### Règne
Le village historique fortifié d'Ambohidratrimo, sur l'une des douze collines sacrées de l'Imerina, abritait la capitale d'Andriambelomasina et son palais, le rova. Aujourd'hui, son ancien palais est marqué par une pierre monolithique dressée (vatolahy). 
Andriambelomasina avait deux femmes, la première, son épouse principale, était la reine Rasoherimananitany et la seconde était la reine Renidrodonimerina. 
Andriambelomasina est mort en 1770 et repose dans la tombe familiale à Ambohimanga à l'intérieur d'un cercueil fabriqué à partir d'un tronc d'arbre évidé, dans la tradition des nobles d'Imerina de l'époque. Une rue porte son nom à Antananarivo.